# Coregonus huntsmani
Coregonus huntsmani är en fiskart som beskrevs av Scott, 1987. Coregonus huntsmani ingår i släktet Coregonus och familjen laxfiskar. IUCN kategoriserar arten globalt som sårbar. Inga underarter finns listade i Catalogue of Life.